# Cabu
Jean Cabut, mais conhecido como Cabu (Châlons-en-Champagne, 13 de janeiro de 1938 — Paris, 7 de janeiro de 2015), foi um cartunista e um caricaturista francês. Foi morto no massacre do Charlie Hebdo.
O cantor francês Mano Solo (1963-2010) era seu filho.

## Obras[6]
- Serie de banda desenhada Le grand Duduche :
  - Le grand Duduche (1972) Dargaud
  - Il lui faudrait une bonne guerre !.. (1972) Dargaud
  - Les aventures de madame Pompidou (1972) Square
  - L'ennemi intérieur (1973) éd. du Square et Dargaud
  - Le grand Duduche en vacances (1974) éd. du Square
  - Passe ton bac, après on verra ! (1980) éd. du Rond Point
  - Maraboud'ficelle, scénario de William Leymergie (1980) Dargaud
  - À bas la mode ! (1981) Dargaud
  - Le Grand Duduche et la fille du proviseur (1982) Dargaud
- Le journal de Catherine (1970) - éd du Square
- Mon beauf (1976) éd du Square
- Catherine saute au Paf (1978) éd du Square
- Inspecteur la bavure (1981) Albin Michel
- Le Gros blond avec sa chemise noire (1988) Albin Michel
- À consommer avec modération (1989) Albin Michel
- Mort aux vieux ! (1989) Albin Michel
- Cabu au Canard Enchaîné (1989) Albin Michel
- Tonton la-terreur (1991) Albin Michel
- Adieu Tonton (1992) Albin Michel
- Les Abrutis sont parmi nous (1992) Albin Michel
- Responsables mais pas coupables ! (1993) Albin Michel
- Secrets d'État (1994) Albin Michel
- Les Aventure épatantes de Jacques Chirac (1996) Albin Michel
- Vas-y Jospin ! (1999) Albin Michel
- À gauche toute ! (2000) Albin Michel